# Club d'aviron Getaria
Maillots

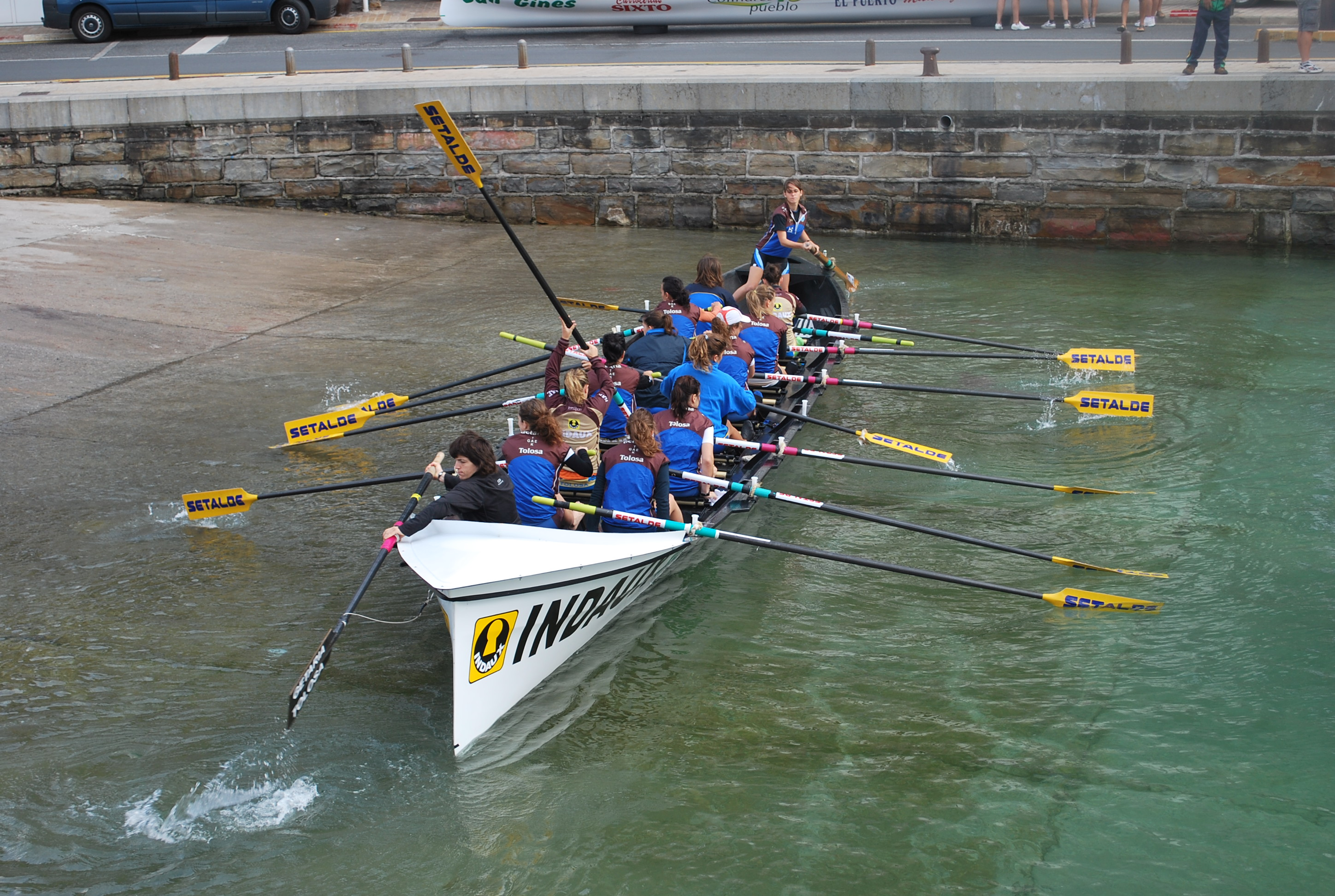
Embarquement d'un équipage féminin à Getaria (2010).

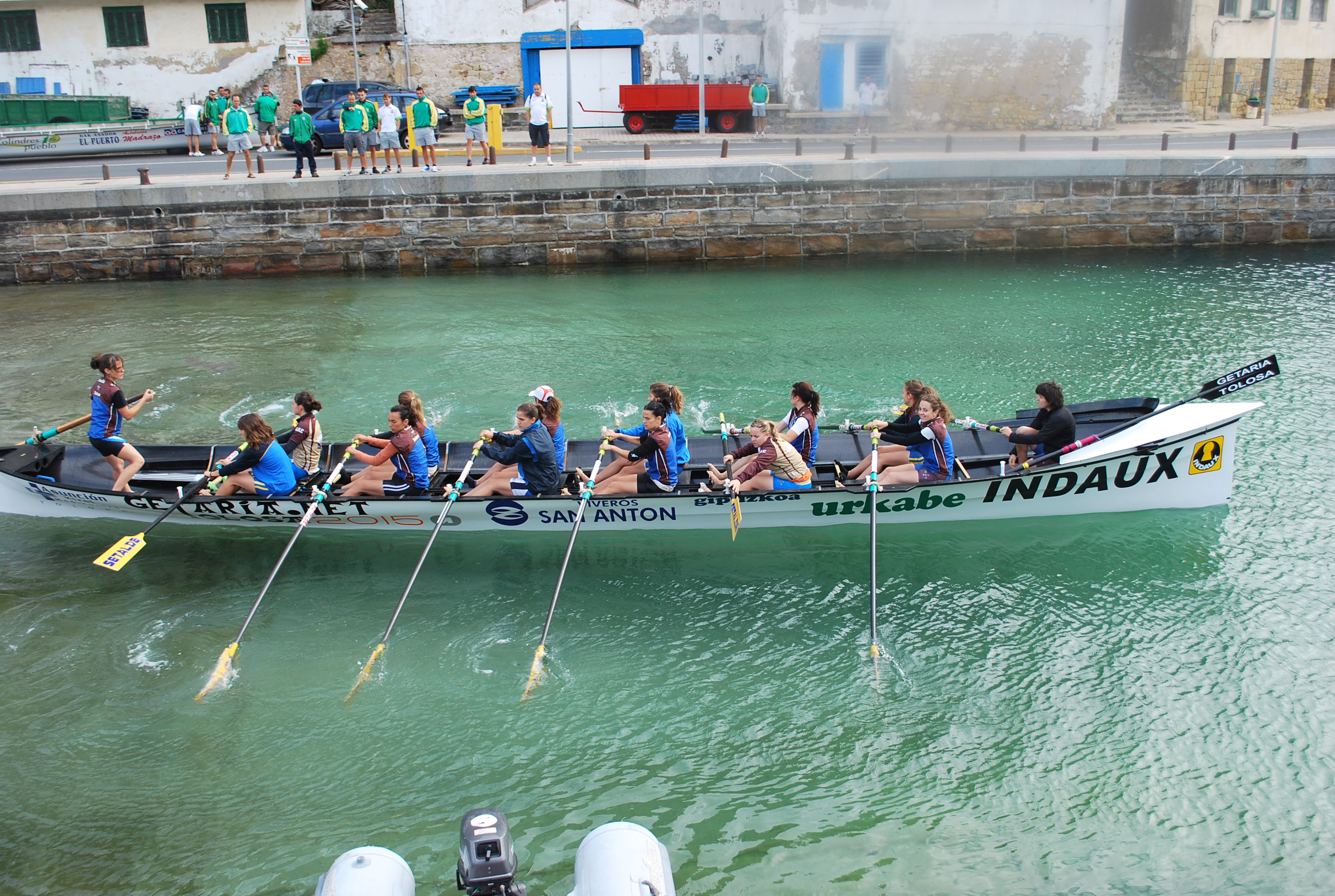
Embarquement d'un équipage féminin à Getaria (2010).

Getariako arraun elkartea (club d'aviron de Getaria en euskara) est un club d'aviron de la localité guipuscoanne de Getaria fondé en 1976 et participe actuellement à la Ligue ARC, dans la catégorie 2.

## Palmarès

### Titres provinciaux
- 1 Championnat du Guipuscoa de trainières: 2006.

### Drapeaux
- 5 Drapeau de La Concha: 1895, 1896, 1900, 1903 et 1911.
- 1 Drapeau de Bilbao: 1896, 1930.
- 2 Drapeau de Getaria: 1973 et 2007.
- 1 Drapeau Eguna (Ondarroa): 1979.
- 1 Régate de Promotion Hondarribia: 1993.
- 1 Drapeau de Zumaia: 1995.
- 1 Drapeau de Hernani: 1995.
- 1 Drapeau de Legutiano: 1995.
- 1 Régate de Promotion Getaria: 1995.
- 1 Régate de Promotion Motriko: 1995.
- 1 Drapeau de Fortuna: 1996.
- 1 Drapeau de la Société sportive d'aviron Castro Urdiales: 1998.
- 3 Drapeau de Ondarroa: 1998, 2006 et 2007.
- 1 Drapeau de Algorta: 2005.
- 1 Drapeau de Santurtzi: 2006.
- 1 Drapeau de La Rioja: 2007.
- 1 Drapeau de Sestao: 2007.
- 1 Drapeau de Camargo: 2007.
- 1 Drapeau de Santander: 2007.
- 1 Drapeau de Pasajes de San Juan: 2007.
- 1 Drapeau de Promotion de Fuenterrabia: 2007.
- 1 Drapeau de Mundaka: 2010.
- 1 Drapeau Donostiarra: 2010